# ليستر سكوير (محطة مترو أنفاق لندن)
ليستر سكوير (بالإنجليزية: Leicester Square)‏ هي إحدى محطات مترو أنفاق لندن. تقع على خط بيكاديلي ونورذيرن أفتتحت في المنطقة (Zone) رقم 1 أفتتحت في 15 ديسمبر 1906. تحتوي على العديد من صالات السينما و تصديف الكثير من المهرجانات العالمية يوجد بها الكثير من المباني التاريخية ، بها العديد من النصب التذكاريه